# 20080 Maeharatorakichi
20080 Maeharatorakichi este o planetă minoră (asteroid), cu un diametru de 8,11 km, din centura de asteroizi. A fost descoperită pe 7 martie 1994 la Kitami Observatory⁠(d) de Kin Endate. 
Obiectul prezintă o orbită caracterizată de o semiaxă mare de 2,3398974 UAi, o excentricitate de 0,14, o înclinație de 10,14389 ° în raport cu ecliptica.